# 芒廷格羅夫 (密蘇里州)
芒廷格羅夫（英語：Mountain Grove）是位於美國密蘇里州德克薩斯縣及賴特縣的城市。

## 人口
根據2020年美國人口普查的數據，芒廷格羅夫的面積為10.48平方千米，當中陸地面積為10.40平方千米，而水域面積為0.08平方千米。當地共有人口4313人，而人口密度為每平方千米412人。